# Giải thưởng Điện ảnh Rồng Xanh cho nam diễn viên chính xuất sắc nhất
Giải thưởng Điện ảnh Rồng Xanh cho nam diễn viên chính xuất sắc nhất là một hạng mục giải thưởng được tro hàng năm tại lễ trao giải Blue Dragon Film Awards bởi Sports Chosun, thường tổ chức vào dịp cuối năm.

## Người chiến thắng và đề cử
| ‡ | Người dành chiến thắng |

### Thập niên 1960
| Năm                 | Người Chiến Thắng | Phim                       | Tên Gốc         | Vai          |
| ------------------- | ----------------- | -------------------------- | --------------- | ------------ |
| 1963 (Lần đầu tiên) | Kim Seung-ho ‡    | Kinship                    | 혈맥            | Kim Deok-sam |
| 1964 (Lần thứ 2)    | Kim Jin-kyu ‡     | Extra Human Being          | 돌아보지 마라   |              |
| 1965 (Lần thứ 3)    | Choi Moo-ryong ‡  | The North and South        | 아름다운 눈동자 |              |
| 1966 (Lần thứ 4)    | Shin Young-kyun ‡ | Market                     | 시장            |              |
| 1967 (Lần thứ 5)    | Kim Seung-ho ‡    | The Fishing Boats are Full | 산불            |              |
| 1969 (Lần thứ 6)    | Shin Young-kyun ‡ | King's Father              | 분녀            |              |

### Thập niên 1970
| Năm               | Người chiến thắng | Phim                   | Tên gốc          | Vai |
| ----------------- | ----------------- | ---------------------- | ---------------- | --- |
| 1970 (Lần thứ 7)  | Park No-sik ‡     | The Revengeful Man     | 너의 이름은 여자 |     |
| 1971 (Lần thứ 8)  | Choi Moo-ryong ‡  | A Facedown in 30 Years | 화녀             |     |
| 1972 (Lần thứ 9)  | Park No-sik ‡     | A Cattle Seller        | 석화촌           |     |
| 1973 (Lần thứ 10) | Shin Young-kyun ‡ | 'The Three-Day Reign   | 효녀 심청        |     |

### Thập niên 1990
| Năm               | Người chiến thắng | Phim                                  | Tên gốc                         | Vai                   |
| ----------------- | ----------------- | ------------------------------------- | ------------------------------- | --------------------- |
| 1990 (Lần thứ 11) | Ahn Sung-ki ‡     | North Korean Partisans in South Korea | 단지 그대가 여자라는 이유만으로 | Lee Tae               |
| 1990 (Lần thứ 11) | Park Sang-min     | General's Son                         | 장군의 아들                     | Kim Du-han            |
| 1990 (Lần thứ 11) | Moon Sung-keun    | Black Republic                        | 그들도 우리처럼                 | Gi‑yeong              |
| 1990 (Lần thứ 11) | Lee Young-ha      | Because You Are a Woman               | 단지 그대가 여자라는 이유만으로 | Seung-chil            |
| 1990 (Lần thứ 11) | Kim In-mun        | Rooster                               | 수탉                            |                       |
| 1991 (Lần thứ 12) | Im Sung-min ‡     | Death Song                            | 사의 찬미                       | Kim Woo-jin           |
| 1991 (Lần thứ 12) | Ahn Sung-ki       | Who Saw the Dragon's Toenail?         | 누가 용의 발톱을 보았는가       | Choi Jong-su          |
| 1991 (Lần thứ 12) | Lee Deok-hwa      | Fly High Run Far                      | 개벽                            | Hae-weol              |
| 1991 (Lần thứ 12) | Jeong Bo-seok     | Portrait of the Days of Youth         | 젊은날의 초상                   | Lee Young-hoon        |
| 1991 (Lần thứ 12) | Choi Min-soo      | For Agnes                             | 아그네스를 위하여               | Hwang Mi-ho           |
| 1992 (Lần thứ 13) | Moon Sung-keun ‡  | Road to the Racetrack                 | 경마장 가는 길                  | R                     |
| 1992 (Lần thứ 13) | Ahn Sung-ki       | White Badge                           | 하얀전쟁                        | Kiju Han              |
| 1992 (Lần thứ 13) | Lee Geung-young   | White Badge                           | 하얀전쟁                        | Chinsu Pyon           |
| 1992 (Lần thứ 13) | Yu In-chon        | Kim's War                             | 김의 전쟁                       |                       |
| 1992 (Lần thứ 13) | Choi Min-soo      | Marriage Story                        | 결혼 이야기                     | Kim Tae‑kyu           |
| 1993 (Lần thứ 14) | Kim Myung-gon ‡   | Sopyonje                              | 첫사랑                          | Yu-bong               |
| 1993 (Lần thứ 14) | Moon Sung-keun    | The 101st Proposition                 | 101번째 프로포즈                | Yeong-seop            |
| 1993 (Lần thứ 14) | Ahn Sung-ki       | Blue In You                           | 그대 안의 블루                  | Lee Ho-suk            |
| 1993 (Lần thứ 14) | Lee Geung-young   | That Woman, That Man                  | 그 여자, 그 남자                | Chang                 |
| 1993 (Lần thứ 14) | Lee Deok-hwa      | I Will Survive                        | 살어리랏다                      | Man-seok              |
| 1994 (Lần thứ 15) | Moon Sung-keun ‡  | To You from Me                        | 너에게 나를 보낸다              | "I"                   |
| 1994 (Lần thứ 15) | Park Joong-hoon ‡ | Rules of the Game                     | 게임의 법칙                     | Lee Yong-de           |
| 1994 (Lần thứ 15) | Ahn Sung-ki       | Two Cops                              | 투캅스                          | Jo                    |
| 1994 (Lần thứ 15) | Lee Geung-young   | Out to the World                      | 세상 밖으로                     | Geung-young           |
| 1994 (Lần thứ 15) | Dokgo Young-jae   | Life of Hollywood Kid                 | 헐리우드 키드의 생애            | Yoon Myeong-gil       |
| 1995 (Lần thứ 16) | Choi Min-soo ‡    | Terrorist                             | 닥터 봉                         | Soo-hyun              |
| 1995 (Lần thứ 16) | Park Joong-hoon   | How to Top My Wife                    | 마누라 죽이기                   | Park Bong-soo         |
| 1995 (Lần thứ 16) | Ahn Sung-ki       | The Hair Dresser                      | 헤어 드레서                     | Henri Park            |
| 1995 (Lần thứ 16) | Han Suk-kyu       | Dr. Bong                              | 닥터 봉                         | Bong Joon-soo         |
| 1995 (Lần thứ 16) | Hong Kyeong-in    | A Single Spark                        | 아름다운 청년 전태일            | Jeon Tae‑il           |
| 1996 (Lần thứ 17) | Moon Sung-keun ‡  | A Petal                               | 박봉곤 가출사건                 | Jang                  |
| 1996 (Lần thứ 17) | Kim Min-jong      | The Gate of Destiny                   | 귀천도                          | Woo Eun-keom          |
| 1996 (Lần thứ 17) | Park Joong-hoon   | Two Cops 2                            | 투캅스 2                        | Kang Min-ho           |
| 1996 (Lần thứ 17) | Ahn Sung-ki       | The Adventures Of Mrs. Park           | 박봉곤 가출 사건                | Mr. X                 |
| 1996 (Lần thứ 17) | Han Suk-kyu       | The Gingko Bed                        | 은행나무 침대                   | Soo-hyeon / Jong-moon |
| 1997 (Lần thứ 18) | Han Suk-kyu ‡     | Green Fish                            | 초록물고기                      | Kim Mak-dong          |
| 1997 (Lần thứ 18) | Kim Seung-woo     | Ghost Mamma                           | 고스트 맘마                     | Ji-seok               |
| 1997 (Lần thứ 18) | Jung Woo-sung     | Beat                                  | 비트                            | Min                   |
| 1997 (Lần thứ 18) | Park Shin-yang    | Motel Cactus                          | 모텔 선인장                     | Kim Suk-tae           |
| 1997 (Lần thứ 18) | Park Joong-hoon   | Final Blow                            | 깡패 수업                       | Hwang Seong-chul      |
| 1998 (Lần thứ 19) | Park Shin-yang ‡  | A Promise                             | 약속                            | Gong Sang-du          |
| 1998 (Lần thứ 19) | Kim Seung-woo     | Scent Of A Man                        | 남자의 향기                     | Kwan Hyuk‑su          |
| 1998 (Lần thứ 19) | Ahn Sung-ki       | Bedroom And Courtroom                 | 생과부 위자료 청구 소송         | Myeong Seong-ki       |
| 1998 (Lần thứ 19) | Lee Jung-jae      | An Affair                             | 정사                            | Woo-in                |
| 1998 (Lần thứ 19) | Han Suk-kyu       | Christmas in August                   | 8월의 크리스마스                | Jung-won              |
| 1999 (Lần thứ 20) | Lee Jung-jae ‡    | Thành phố mặt trời mọc                | 내 마음의 풍금                  | Hong-ki               |
| 1999 (Lần thứ 20) | Park Joong-hoon   | Không lối thoát                       | 인정사정 볼 것 없다             | Woo Deon-suk          |
| 1999 (Lần thứ 20) | Choi Min-soo      | Phantom, The Submarine                | 유령                            | 202 / Captain         |
| 1999 (Lần thứ 20) | Choi Min-sik      | Chiến dịch Shiri                      | 쉬리                            | Park Mu-young         |
| 1999 (Lần thứ 20) | Han Suk-kyu       | Tell Me Something                     | 텔 미 썸딩                      | Detective Jo          |

### Thập niên 2000
| Năm               | Người chiến thắng và người được đề cử | Phim                              | Tên gốc                     | Vai                     |
| ----------------- | ------------------------------------- | --------------------------------- | --------------------------- | ----------------------- |
| 2000 (Lần thứ 21) | Sol Kyung-gu ‡                        | Peppermint Candy                  | 박하사탕                    | Kim Yong-ho             |
| 2000 (Lần thứ 21) | Song Kang-ho                          | Khu vực an ninh chung             | 공동경비구역 JSA            | Sgt. Oh Kyeong-pil      |
| 2000 (Lần thứ 21) | Shin Hyun-joon                        | Bichunmoo                         | 비천무                      | Yu Jinha                |
| 2000 (Lần thứ 21) | Yoo Ji-tae                            | Ditto                             | 동감                        | Ji In                   |
| 2001 (Lần thứ 22) | Choi Min-sik ‡                        | Bạch Lan                          | 소름                        | Kang-jae                |
| 2001 (Lần thứ 22) | Yu Oh-seong                           | Bạn cũ thù mới                    | 친구                        | Joon-seok               |
| 2001 (Lần thứ 22) | Jang Dong-gun                         | Bạn cũ thù mới                    | 친구                        | Lee Han Dong-su         |
| 2001 (Lần thứ 22) | Yoo Ji-tae                            | Ngày xuân tươi đẹp                | 봄날은 간다                 | Sang-woo                |
| 2001 (Lần thứ 22) | Lee Byung-hun                         | Bungee Jumping of Their Own       | 번지 점프를 하다            | Seo In-woo              |
| 2001 (Lần thứ 22) | Cha Seung-won                         | Đặt chân lên mặt trăng            | 신라의 달밤                 | Choi Gi-dong            |
| 2002 (Lần thứ 23) | Sol Kyung-gu ‡                        | Public Enemy                      | 밀애                        | Kang Chul-joong         |
| 2002 (Lần thứ 23) | Song Kang-ho                          | Quý ông báo thù                   | 복수는 나의 것              | Park Dong-jin           |
| 2002 (Lần thứ 23) | Lee Byung-hun                         | Trúng độc                         | 중독                        | Dae-jun                 |
| 2002 (Lần thứ 23) | Jang Dong-gun                         | The Coast Guard                   | 해안선                      | Private Kang            |
| 2002 (Lần thứ 23) | Choi Min-sik                          | Chi-hwa-seon                      | 취화선                      | Jang Seung-up           |
| 2002 (Lần thứ 23) | Kim Seung-woo                         | Break Out                         | 라이터를 켜라               | Heo Bong-gu             |
| 2003 (Lần thứ 24) | Choi Min-sik ‡                        | Báo thù                           | 올드보이                    | Oh Dae-su               |
| 2003 (Lần thứ 24) | Park Joong-hoon                       | Once Upon a Time in a Battlefield | 황산벌                      | Kye-baek                |
| 2003 (Lần thứ 24) | Song Kang-ho                          | Hồi ức kẻ sát nhân                | 살인의 추억                 | Detective Park Doo-man  |
| 2003 (Lần thứ 24) | Jung Woo-sung                         | Mutt Boy                          | 똥개                        | Cha Cheol-min           |
| 2003 (Lần thứ 24) | Cha Seung-won                         | Thầy Kim về trường làng           | 스캔들 - 조선남녀상열지사   | Kim Bong-doo            |
| 2004 (Lần thứ 25) | Jang Dong-gun ‡                       | Cờ Thái cực giương cao            | 아는 여자                   | Lee Jin-tae             |
| 2004 (Lần thứ 25) | Park Shin-yang                        | Vụ lừa đảo lớn                    | 범죄의 재구성               | Choi Chang-hyeok        |
| 2004 (Lần thứ 25) | Song Kang-ho                          | The President's Barber            | 효자동 이발사               | Seong Han-mo            |
| 2004 (Lần thứ 25) | Choi Min-sik                          | Springtime                        | 꽃피는 봄이 오면            | Hyun-woo                |
| 2004 (Lần thứ 25) | Han Suk-kyu                           | Bằng chứng ngoại tình             | 주홍글씨                    | Lee Ki-hoon             |
| 2005 (Lần thứ 26) | Hwang Jung-min ‡                      | Em là mặt trời của anh            | 너는 내 운명                | Seok-joong              |
| 2005 (Lần thứ 26) | Cho Seung-woo                         | Marathon                          | 말아톤                      | Cho-won                 |
| 2005 (Lần thứ 26) | Lee Byung-hun                         | A Bittersweet Life                | 달콤한 인생                 | Kim Sun-woo             |
| 2005 (Lần thứ 26) | Park Hae-il                           | Quy luật hẹn hò                   | 연애의 목적                 | Lee Yoo-rim             |
| 2005 (Lần thứ 26) | Ryoo Seung-bum                        | Crying Fist                       | 주먹이 운다                 | Yu Sang-hwan            |
| 2006 (Lần thứ 27) | Park Joong-hoon ‡                     | Radio Star                        | 라디오 스타                 | Choi Gon                |
| 2006 (Lần thứ 27) | Ahn Sung-ki ‡                         | Radio Star                        | 라디오 스타                 | Park Min-soo            |
| 2006 (Lần thứ 27) | Jo In-sung                            | A Dirty Carnival                  | 비열한 거리                 | Kim Byung-doo           |
| 2006 (Lần thứ 27) | Cho Seung-woo                         | Tazza: The High Rollers           | 타짜                        | Kim Goni                |
| 2006 (Lần thứ 27) | Kam Woo-sung                          | King and the Clown                | 왕의 남자                   | Jang-saeng              |
| 2006 (Lần thứ 27) | Song Kang-ho                          | The Host                          | 괴물                        | Park Gang-du            |
| 2007 (Lần thứ 28) | Song Kang-ho ‡                        | The Show Must Go On               | 우아한 세계                 | Kang In-goo             |
| 2007 (Lần thứ 28) | Hwang Jung-min                        | Happiness                         | 행복                        | Young-soo               |
| 2007 (Lần thứ 28) | Joo Jin-mo                            | A Love                            | 사랑                        | In-ho                   |
| 2007 (Lần thứ 28) | Kim Sang-kyung                        | May 18                            | 화려한 휴가                 | Kang Min-woo            |
| 2007 (Lần thứ 28) | Sol Kyung-gu                          | Voice of a Murderer               | 그놈 목소리                 | Han Kyung-bae           |
| 2008 (Lần thứ 29) | Kim Yoon-seok ‡                       | The Chaser                        | 추격자                      | Eom Joong-ho            |
| 2008 (Lần thứ 29) | Ha Jung-woo                           | The Chaser                        | 추격자                      | Je Yeong-min            |
| 2008 (Lần thứ 29) | Kim Joo-hyuk                          | My Wife Got Married               | 아내가 결혼했다             | Noh Deok-hoon           |
| 2008 (Lần thứ 29) | Lee Byung-hun                         | The Good, the Bad, the Weird      | 좋은 놈, 나쁜 놈, 이상한 놈 | Park Chang-yi, the Bad  |
| 2008 (Lần thứ 29) | Song Kang-ho                          | The Good, the Bad, the Weird      | 좋은 놈, 나쁜 놈, 이상한 놈 | Yun Tae-goo / The Weird |
| 2008 (Lần thứ 29) | Sol Kyung-gu                          | Public Enemy Returns              | 강철중: 공공의 적 1-1       | Kang Chul-joong         |
| 2009 (Lần thứ 30) | Kim Myung-min ‡                       | Closer to Heaven                  | 내 사랑 내 곁에             | Baek Jong-woo           |
| 2009 (Lần thứ 30) | Ha Jung-woo                           | Take Off                          | 국가대표                    | Cha Heon-tae / Bob      |
| 2009 (Lần thứ 30) | Jang Dong-gun                         | Good Morning President            | 굿모닝 프레지던트           | Cha Ji-wook             |
| 2009 (Lần thứ 30) | Kim Yoon-seok                         | Running Turtle                    | 거북이 달린다               | Jo Pil-seong            |
| 2009 (Lần thứ 30) | Song Kang-ho                          | Thirst                            | 박쥐                        | Sang-hyun               |

### Thập niên 2010
| Năm               | Người chiến thắng và người được đề cử | Phim                                   | Tên gốc                  | Vai                    |
| ----------------- | ------------------------------------- | -------------------------------------- | ------------------------ | ---------------------- |
| 2010 (Lần thứ 31) | Jung Jae-young ‡                      | Moss                                   | 이끼                     | Cheon Yong-deok        |
| 2010 (Lần thứ 31) | Gang Dong-won                         | Secret Reunion                         | 의형제                   | Song Ji-won            |
| 2010 (Lần thứ 31) | Lee Byung-hun                         | I Saw the Devil                        | 악마를 보았다            | Kim Soo-hyeon          |
| 2010 (Lần thứ 31) | Park Hee-soon                         | Barefoot Dream                         | 맨발의 꿈                | Kim Won-kang           |
| 2010 (Lần thứ 31) | Won Bin                               | Người vô danh tính                     | 아저씨                   | Cha Tae-sik            |
| 2011 (Lần thứ 32) | Park Hae-il ‡                         | War of the Arrows                      | 최종병기 활              | Choi Nam-yi            |
| 2011 (Lần thứ 32) | Go Soo                                | Mặt Trận                               | 고지전                   | Kim Soo-hyeok          |
| 2011 (Lần thứ 32) | Gong Yoo                              | Sự im lặng                             | 도가니                   | Kang In-ho             |
| 2011 (Lần thứ 32) | Kim Yoon-seok                         | Hoàng hải                              | 황해                     | Myun Jung-hak          |
| 2011 (Lần thứ 32) | Yoon Kye-sang                         | Poongsan                               | 풍산개                   | Poongsan               |
| 2012 (Lần thứ 33) | Choi Min-sik ‡                        | Nameless Gangster: Rules of the Time   | 범죄와의 전쟁            | Choi Ik-hyun           |
| 2012 (Lần thứ 33) | Ahn Sung-ki                           | Unbowed                                | 부러진 화살              | Kim Kyung-ho           |
| 2012 (Lần thứ 33) | Ha Jung-woo                           | Nameless Gangster: Rules of the Time   | 범죄와의 전쟁            | Choi Hyung-bae         |
| 2012 (Lần thứ 33) | Kim Yoon-seok                         | Punch                                  | 완득이                   | Lee Dong-ju            |
| 2012 (Lần thứ 33) | Lee Byung-hun                         | Hoàng đế giả mạo                       | 광해: 왕이 된 남자       | King Gwanghae / Ha-sun |
| 2013 (Lần thứ 34) | Hwang Jung-min ‡                      | New World                              | 신세계                   | Jung Chung             |
| 2013 (Lần thứ 34) | Ha Jung-woo                           | The Terror Live                        | 더 테러 라이브           | Yoon Young-hwa         |
| 2013 (Lần thứ 34) | Ryu Seung-ryong                       | Điều kì diệu ở phòng giam số 7         | 7번방의 선물             | Lee Yong-gu            |
| 2013 (Lần thứ 34) | Sol Kyung-gu                          | Hope                                   | 소원                     | Im Dong-hoon           |
| 2013 (Lần thứ 34) | Song Kang-ho                          | The Face Reader                        | 관상                     | Nae-gyeong             |
| 2014 (Lần thứ 35) | Song Kang-ho ‡                        | The Attorney                           | 변호인                   | Song U-seok            |
| 2014 (Lần thứ 35) | Choi Min-sik                          | Đại thủy chiến                         | 명량                     | Admiral Yi Sun-shin    |
| 2014 (Lần thứ 35) | Jung Woo-sung                         | The Divine Move                        | 신의 한 수               | Tae-seok               |
| 2014 (Lần thứ 35) | Lee Sun-kyun                          | A Hard Day                             | 끝까지 간다              | Ko Gun-su              |
| 2014 (Lần thứ 35) | Park Hae-il                           | Whistle Blower                         | 제보자                   | Yoon Min-cheol         |
| 2015 (Lần thứ 36) | Yoo Ah-in ‡                           | The Throne                             | 사도                     | Crown Prince Sado      |
| 2015 (Lần thứ 36) | Hwang Jung-min                        | Chạy đâu cho thoát                     | 베테랑                   | Seo Do-cheol           |
| 2015 (Lần thứ 36) | Jung Jae-young                        | Right Now, Wrong Then                  | 지금은맞고그때는틀리다   | Ham Chun-su            |
| 2015 (Lần thứ 36) | Lee Jung-jae                          | Assassination                          | 암살                     | Yem Sek-jin            |
| 2015 (Lần thứ 36) | Song Kang-ho                          | The Throne                             | 사도                     | King Yeongjo           |
| 2016 (Lần thứ 37) | Lee Byung-hun ‡                       | Inside Men                             | 내부자들                 | Ahn Sang-goo           |
| 2016 (Lần thứ 37) | Ha Jung-woo                           | The Tunnel                             | 터널                     | Jung-soo               |
| 2016 (Lần thứ 37) | Jung Woo-sung                         | Asura: The City of Madness             | 아수라                   | Han Do-kyung           |
| 2016 (Lần thứ 37) | Kwak Do-won                           | The Wailing                            | 곡성                     | Jong-goo               |
| 2016 (Lần thứ 37) | Song Kang-ho                          | The Age of Shadows                     | 밀정                     | Lee Jung-chool         |
| 2017 (Lần thứ 38) | Song Kang-ho ‡                        | A Taxi Driver                          | 택시 운전사              | Man-seob               |
| 2017 (Lần thứ 38) | Jo In-sung                            | The King                               | 더 킹                    | Park Tae-soo           |
| 2017 (Lần thứ 38) | Kim Yoon-seok                         | The Fortress                           | 남한산성                 | Kim Sang-heon          |
| 2017 (Lần thứ 38) | Lee Byung-hun                         | The Fortress                           | 남한산성                 | Choi Myung-kil         |
| 2017 (Lần thứ 38) | Sol Kyung-gu                          | Cuộc chiến ngầm                        | 불한당: 나쁜 놈들의 세상 | Jae-ho                 |
| 2018 (Lần thứ 39) | Kim Yoon-seok ‡                       | 1987: When the Day Comes               | 1987                     | Park Cheo-won          |
| 2018 (Lần thứ 39) | Ha Jung-woo                           | Thử thách thần chết: Giữa hai thế giới | 신과 함께: 죄와 벌       | Gang-rim               |
| 2018 (Lần thứ 39) | Ju Ji-hoon                            | 7 thi thể                              | 암수살인                 | Kang Tae-oh            |
| 2018 (Lần thứ 39) | Lee Sung-min                          | The Spy Gone North                     | 공작                     | Ri Myung-woon          |
| 2018 (Lần thứ 39) | Yoo Ah-in                             | Burning                                | 버닝                     | Lee Jong-su            |
| 2019 (Lần thứ 40) | Jung Woo-sung ‡                       | Innocent Witness                       | 증인                     | Soon-ho                |
| 2019 (Lần thứ 40) | Ryu Seung-ryong                       | Nghề siêu khó                          | 극한직업                 | Squad Chief Go         |
| 2019 (Lần thứ 40) | Sol Kyung-gu                          | Birthday                               | 생일                     | Jung-il                |
| 2019 (Lần thứ 40) | Song Kang-ho                          | Ký sinh trùng                          | 기생충                   | Kim Ki-taek            |
| 2019 (Lần thứ 40) | Jo Jung-suk                           | Lối thoát trên không                   | 엑시트                   | Yong-nam               |

### Thập niên 2020
| Năm               | Người chiến thắng và người được đề cử | Phim                         | Tên gốc              | Vai            |
| ----------------- | ------------------------------------- | ---------------------------- | -------------------- | -------------- |
| 2020 (Lần thứ 41) | Yoo Ah-in ‡                           | Voice of Silence             | 소리도 없이          | Tae-in         |
| 2020 (Lần thứ 41) | Lee Byung-hun                         | The Man Standing Next        | 남산의 부장들        | Kim Gyu-pyeong |
| 2020 (Lần thứ 41) | Lee Jung-jae                          | Deliver Us from Evil         | 다만 악에서 구하소서 | Ray            |
| 2020 (Lần thứ 41) | Hwang Jung-min                        | Deliver Us from Evil         | 다만 악에서 구하소서 | Kim In-nam     |
| 2020 (Lần thứ 41) | Jung Woo-sung                         | Steel Rain 2: Summit         | 강철비2: 정상회담    | Han Kyeong-jae |
| 2021 (Lần thứ 42) | Sol Kyung-gu‡                         | The Book of Fish             | 자산어보             | Jeong Yak-jeon |
| 2021 (Lần thứ 42) | Byun Yo-han                           | The Book of Fish             | 자산어보             | Jang Chang-dae |
| 2021 (Lần thứ 42) | Kim Yun-seok                          | Escape from Mogadishu        | 모가디슈             | Han Sin-seong  |
| 2021 (Lần thứ 42) | Jo In-sung                            | Escape from Mogadishu        | 모가디슈             | Kang Dae-jin   |
| 2021 (Lần thứ 42) | Song Joong-ki                         | Space Sweepers               | 승리호               | Kim Tae-ho     |
| 2022 (Lần thứ 43) | Park Hae-il‡                          | Decision to Leave            | 헤어질 결심          | Hae-jun        |
| 2022 (Lần thứ 43) | Sol Kyung-gu                          | Kingmaker                    | 킹메이커             | Kim Woon-beom  |
| 2022 (Lần thứ 43) | Song Kang-ho                          | Broker                       | 브로커               | Sang-hyeon     |
| 2022 (Lần thứ 43) | Jung Woo-sung                         | Hunt                         | 헌트                 | Kim Jung-do    |
| 2022 (Lần thứ 43) | Lee Byung-hun                         | Hạ cánh khẩn cấp             | 비상선언             | Park Jae-hyuk  |
| 2023 (Lần thứ 44) | Lee Byung-hun ‡                       | Địa đàng sụp đổ              | 콘크리트 유토피아    | Yeong-tak      |
| 2023 (Lần thứ 44) | Doh Kyung-soo                         | The Moon: Nhiệm vụ cuối cùng | 더 문                | Hwang Sun-woo  |
| 2023 (Lần thứ 44) | Ryu Jun-yeol                          | The Night Owl                | 올빼미               | Kyung-soo      |
| 2023 (Lần thứ 44) | Yoo Hae-jin                           | Honey Sweet                  | 달짝지근해: 7510     | Chi-ho         |
| 2023 (Lần thứ 44) | Song Kang-ho                          | Cobweb                       | 거미집               | Kim Ki-yeol    |

## Kỷ lục
| Số lần nhận giải | Diễn viên       |
| ---------------- | --------------- |
| 3                | Choi Min-sik    |
| 3                | Moon Sung-keun  |
| 3                | Shin Young-kyun |
| 3                | Song Kang-ho    |
| 3                | Sol Kyung-gu    |
| 2                | Ahn Sung-ki     |
| 2                | Choi Moo-ryong  |
| 2                | Hwang Jung-min  |
| 2                | Kim Yoon-seok   |
| 2                | Kim Seung-ho    |
| 2                | Lee Byung-hun   |
| 2                | Park Joong-hoon |
| 2                | Park No-sik     |
| 2                | Yoo Ah-in       |
| 2                | Park Hae-il     |

| Số lần được đề cử | Diễn viên       |
| ----------------- | --------------- |
| 14                | Song Kang-ho    |
| 10                | Ahn Sung-ki     |
| 9                 | Lee Byung-hun   |
| 8                 | Sol Kyung-gu    |
| 7                 | Choi Min-sik    |
| 7                 | Park Joong-hoon |
| 6                 | Ha Jung-woo     |
| 6                 | Han Suk-kyu     |
| 6                 | Kim Yoon-seok   |
| 5                 | Jung Woo-sung   |
| 5                 | Hwang Jung-min  |
| 5                 | Moon Sung-keun  |
| 4                 | Lee Jung-jae    |
| 4                 | Park Hae-il     |